# Magda Goebbelsová
Magda Goebbelsová (11. listopadu 1901 Berlín – 1. května 1945 Berlín, rozená Behrend, po otci Ritschel, adoptovaná Friedländer, provdaná a rozvedená Quandt) byla manželkou ministra propagandy nacistického Německa Josepha Goebbelse. Byla oddanou stoupenkou nacionálního socialismu a Adolfa Hitlera. Den po jeho sebevraždě na konci války zavraždila šest svých dětí a se svým mužem spáchala sebevraždu.

## Dětství a mládí
Narodila se 11. listopadu 1901 jako nemanželská dcera služebné Augusty Behrendové. Otec dítěte, bohatý stavební podnikatel Ing. dr. Oskar Ritschel, uznal Magdu za svou a s její matkou se nakonec oženil. Rodiče se ale rozvedli, když byly Magdě tři roky, a matka krátce nato uzavřela sňatek se zámožným židovským majitelem továrny na kůže Richardem Friedländerem, kterého si Magda po celý další život vážila a měla ho velmi ráda. Když bylo Magdě pět let, vzal si ji její otec, dr. Ritschel, k sobě do Bruselu, kam se zanedlouho přestěhovali i Friedländerovi. Magda byla dána na výchovu do přísného prostředí kláštera a tam strávila následujících osm let života. V roce 1914 odešla celá rodina z Němci obsazené Belgie zpět do Berlína. Magdina matka se opět rozvedla, ale dospívající Magda se rozhodla ponechat si příjmení po svém nevlastním otci, s nímž měla i nadále velmi dobrý a přátelský vztah. Válečná léta strávila studiem na státním berlínském gymnáziu, kde v březnu 1919 složila maturitní zkoušku. Ve volném čase se věnovala studiu buddhismu, ke kterému ji přivedl její otec dr. Ritschel. Po maturitě vstoupila do exkluzivního dívčího penzionátu Holzhausen v Goslaru. Při jedné z cest z Goslaru domů do Berlína se v roce 1920 v kupé vlaku seznámila s jedním z nejbohatších mužů Německa, s čerstvě ovdovělým Güntherem Quandtem. Po několika měsících známosti s tímto mužem přestoupila z katolictví na protestantismus a 4. ledna 1921 měla s Quandtem svatbu v Bad Godesbergu.

## Nepovedené manželství
Manželství dvacetileté dívky a téměř čtyřicetiletého muže nebylo příliš šťastné. Konzervativní rodina Quandtových přijala Magdu velmi chladně. Situace se nezlepšila ani poté, co se v listopadu 1921 narodil Magdě syn Harald. Magda dál poslušně doprovázela manžela na jeho obchodních cestách po Jižní Americe a USA (kde se jí dvořil synovec amerického prezidenta Hoovera, který se prohlásil za jejího oddaného ctitele), ale v manželství se dobře necítila. V roce 1928 údajně navázala milostný vztah se svým blízkým přítelem z mládí Chajimem Arlozorovem, nadšeným sionistou ruského původu, jehož dědeček byl židovským rabínem. Milostný vztah mezi Magdou a Arlozorovem prý trval až do roku 1932. Existenci tohoto milostného vztahu však zpochybňuje např. Martin Sicker. Uvádí, že se Arlozorov sice v Berlíně pokoušel se svou přítelkyní z mládí sejít, ale k tomuto setkání nedošlo. Ať už byl Magdiným milencem kdokoli, jisté je, že manžel na její nevěru přišel a Magdu doslova vyhodil na ulici. Rodina Quandtových se ale snažila vyhnout skandálu, poskytla Magdě bohaté odstupné a v roce 1929 dochází k rozvodu. Od té chvíle byla Magda svobodná a finančně dobře zajištěná.

## Setkání s Goebbelsem
V roce 1930 se Magda Quandtová z dlouhé chvíle a ze zvědavosti zašla podívat na stranickou akci NSDAP. Jedním z řečníků byl i berlínský gauleiter dr. Joseph Goebbels. Magdu svým řečnickým projevem zcela oslnil. Tak jako byla dříve nadšenou buddhistkou a údajně i nadšenou sionistkou, stala se z ní nyní pro změnu nadšená nacionální socialistka. Magda Quandt vstoupila do NSDAP, stala se vedoucí místní nacistické organizace žen a pak se dobrovolně přihlásila do sídla vedení strany, kde se poprvé osobně setkala s dr. Goebbelsem. Začala pro něj pracovat jako osobní archivářka. Dr. Goebbels žil tehdy staromládeneckým životem a udržoval jen dočasné milenecké vztahy – nejdelší z těchto vztahů trval údajně od roku 1918 po dlouhá léta a jednalo se milostný poměr s Annou Stahlhermovou, která byla po matce židovského původu. Nyní však začal Goebbeles nacházet zalíbení v Magdě a ona jeho city opětovala. K naplnění jejich milostného vztahu došlo 15. února 1931, což víme přesně z Goebbelsova deníku. Goebbels všechna svá četná milostná dobrodružství pečlivě zaznamenával do svých deníků a čísloval je, první intimní večer s Magdou je tedy označen č. 1. Vztah Goebbelse s Magdou Quandtovou byl velmi bouřlivý, jelikož on se nechtěl vzdát svého staromládeneckého života a svých četných milenek. Ona se zase odmítala vzdát vztahu se svým milencem, o čemž se ve svých denících Goebbeles zmiňuje, když 23. června 1931 píše: „S Magdou malá hádka. Je trochu bezcitná, když vypravuje o své minulosti. Ještě s tím tak docela neskoncovala…“ Věc nakonec rozhodl Hitler. Domníval se, že Magda Quandtová by mohla být pro NSDAP přínosem. Jelikož Goebbels i Magda Hitlera bezmezně obdivovali, nebylo pro Hitlera velkým problémem přesvědčit je o výhodnosti jejich sňatku. Dr. Joseph Goebbels a Magda Quandtová se vzali 19. prosince 1931. Krátce nato byl katolík Joseph Goebbels kvůli sňatku s protestantkou vyloučen z katolické církve a svědkovi katolíku Hitlerovi byla udělena důtka. Magdin nevlastní židovský otec Friedländer odmítl po tomto sňatku další styky se svou adoptivní dcerou a stejně se zachoval i otec vlastní, dr. Ritschel. Magdina matka se musela vzdát svého příjmení Friedländer a mohla pak bydlet u Goebbelsů, kde se starala o jejich děti.

## Paní Goebbels

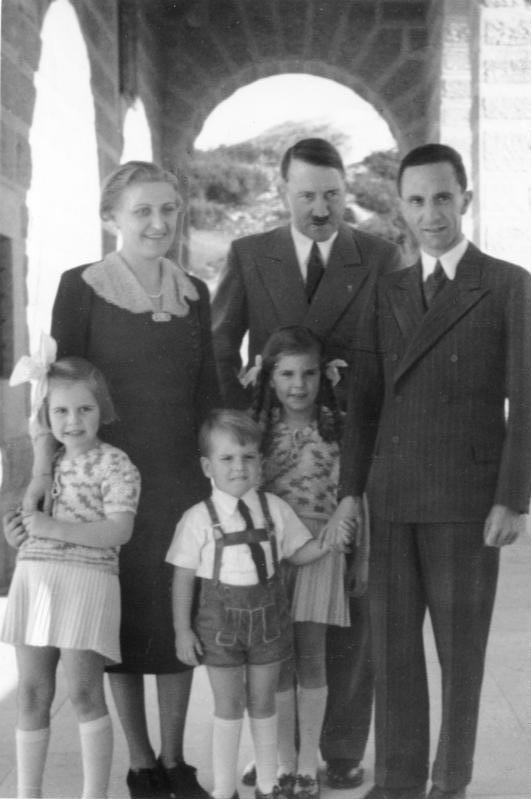
Rodina Goebbelsových s Adolfem Hitlerem

Po svatbě se Goebbels nastěhoval do Magdina luxusního bytu, který se stal zároveň Hitlerovým soukromým hlavním stanem. Hitler chodil ke Goebbelsům často a rád, jelikož Magda se o něj starala, vařila mu vegetariánská jídla a zvala na návštěvu i další vysoce postavené nacisty. Hitler navštěvoval také víkendový dům Goebbelsových v Caputhu u Schwielowsee. Magda se svým manželem jezdila po partajních shromážděních a předvolebních kampaních po celém Německu. Její obdiv k manželovi a jeho řečnickému umění stále vzrůstal. V prosinci 1932 ale potratila a její zdravotní stav byl velmi vážný. Po delším léčení se uzdravila a mohla opět s napětím sledovat kariérní vzestup svého manžela. Ve volbách v roce 1933 získala NSDAP 40 % hlasů a Hitler byl 1. února 1933 jmenován říšským kancléřem. V první Hitlerově vládě nezískal Goebbels žádný post, což bylo pro něj i jeho ctižádostivou manželku velkým zklamáním. V březnu 1933 byl ale za svou mistrovskou předvolební politickou agitaci odměněn tím, že Hitler speciálně pro něj vytvořil ministerstvo lidové osvěty a propagandy. Ministr Goebbels se i se svou rodinou nastěhoval do Leopoldova paláce v Berlíně a ten nákladně rekonstruoval a vybavil nábytkem a uměleckými předměty zabavenými v muzeích a státních sbírkách.
Magda měla s Goebbelsem celkem šest dětí:
- Helga Susanne, „Helga“ (1. září 1932 – 1. května 1945)
- Hildegard Traudel, „Hilde“ (13. dubna 1934 – 1. května 1945)
- Helmut Christian, „Helmut“ (2. října 1935 – 1. května 1945)
- Holdine Kathrin, „Holde“ (19. února 1937 – 1. května 1945)
- Hedwig Johanna, „Hedda“ (5. května 1938 – 1. května 1945)
- Heidrun Elisabeth, „Heide“ (29. října 1940 – 1. května 1945).

Celým svým životem naplňovala poslání ženy, tak jak ho chápali nacisté – byla především matkou, manželkou a hospodyní. Zároveň se však tomuto ideálu částečně vzdalovala tím, že byla vždy elegantní, nalíčená, pečlivě upravená a nosila luxusní oblečení. V roce 1936 se rodina přestěhovala do přepychové vily na poloostrově Schwanenwerder ve Wannsee, která byla vyvlastněným židovským majetkem. Jako venkovské sídlo měli zámeček Lanke u Bogensee a staré šlechtické sídlo Friedländerů a Fuldů, vzdálených příbuzných Magdina nevlastního otce. Jednalo se opět o zabavený židovský majetek, který město po nátlaku věnovalo čestnému občanovi Goebbelsovi.

## Josephova milostná aféra
Magda po celou dobu manželství tolerovala časté milostné zálety svého manžela, ale skutečná krize nastala ve chvíli, kdy se Goebbels vášnivě zamiloval do české herečky Lídy Baarové a začal v roce 1938 uvažovat o rozvodu. Když se o tomto vztahu zmínila Magda před Hitlerem, dostal Hitler záchvat zuřivosti a zakázal Goebbelsovi další kontakty s Baarovou. Goebbels se chtěl kvůli Baarové vzdát svého postavení, ale Hitler rezignaci odmítl. Přízeň svého rozhněvaného pána však rychle získal zpět, když 9. listopadu 1938 zinscenoval děsivý pogrom na židovské obyvatelstvo, tzv. Křišťálovou noc.

## Poslední léta války
Koncem války se Magda Goebbelsová přihlásila do válečného pracovního nasazení a jezdila tramvají pracovat do továrny Telefunken. V dubnu 1945 se Goebbels s celou svou rodinou nastěhoval do Vůdcova bunkru v zahradě říšského kancléřství. Zde strávili poslední dny ve společnosti Hitlera a jeho milenky Evy Braunové, kteří po svém sňatku 30. dubna 1945 spáchali sebevraždu.
Manželé Goebbelsovi se rozhodli spáchat sebevraždu 1. května 1945. Napřed měly být života zbaveny jejich děti, proti čemuž protestoval personál bunkru. Objevila se také pilotka Hanna Reitschová, která Goebbelsové nabídla, že s dětmi odletí z Berlína. Magda Goebbelsová odmítla, děti byly uspány morfiem (injekce aplikoval podle vlastní výpovědi zubař Helmut Kunz, jenž byl tou dobou přítomen v bunkru). Pak Goebbelsová společně s Hitlerovým osobním lékařem Ludwigem Stumpfeggerem vložila dětem do úst kyanidové kapsle. Podle jiné verze měl dětem píchnout morfium samotný Goebbels.
Manželé Goebbelsovi následně opustili bunkr a před bunkrem se Goebbels zastřelil a Magda Goebbelsová se otrávila. Těla byla podle jejich přání polita hořlavinou a spálena.